# 因格爾努克 (加利福尼亞州)
因格爾努克（英語：Inglenook）是位於美國加利福尼亞州門多西諾縣的一個非建制地區。該地的面積和人口皆未知。

## 地理
因格爾努克的座標為39°31′47″N 123°45′32″W / 39.52972°N 123.75889°W，而該地的平均海拔高度為31米（即102英尺）。